# Szkoła Podstawowa nr 2 w Nowej Rudzie
Szkoła Podstawowa nr 2 im. Janusza Korczaka w Nowej Rudzie – budynek wybudowany w 1938 r. w Nowej Rudzie.

## Historia
Do 1945 r. w obiekt był siedzibą Hitlerjugend. Szkoła Podstawowa nr 2 rozpoczęła działalność w styczniu 1946 r. W grudniu 1956 r. instytucja otrzymała drugi budynek - B przy ul. Fredry 47, po szkole przysposabiającej do zawodu tkaczki, zbudowany w 1868 r. Szkoła została ośmioklasówką w 1966 r. W 1996 r. instytucja otrzymała imię Janusza Korczaka. W związku z reformą edukacji z dniem 1 września 2017 sześcioletnia szkoła podstawowa rozpoczęła kształcenie w systemie ośmioletnim w budynku przy ul. Kopernika 4/6 w Nowej Rudzie.